# Equilibrium (zespół muzyczny)
Equilibrium – niemiecka metalowa grupa muzyczna, której teksty dotyczą głównie mitologii germańskiej i związanych z tym historii i opowiadań. W swej muzyce łączą elementy folk metalu i symfonicznego black metalu oraz grę na gitarze elektrycznej z grą na flecie. Grają również tradycyjne germańskie melodie.
W 2006 roku grupa podpisała kontrakt z wytwórnią Nuclear Blast. W tym samym roku grupa brała udział w festiwalu Ultima Ratio Festival 2006 w Krefeld m.in. z grupami Odroerir, Riger, Menhir czy XIV Dark Centuries.

## Dyskografia
| Tytuł                       | Dane dot. albumu                                  | Pozycja na liście | Pozycja na liście | Pozycja na liście | Pozycja na liście | Pozycja na liście | Pozycja na liście |
| Tytuł                       | Dane dot. albumu                                  | GER               | AUT               | CHE               | FRA               | BEL (WA)          | BEL (FL)          |
| --------------------------- | ------------------------------------------------- | ----------------- | ----------------- | ----------------- | ----------------- | ----------------- | ----------------- |
| Turis Fratyr                | - Data: 14 lutego 2005 - Wydawca: Black Attakk    | —                 | —                 | —                 | —                 | —                 | —                 |
| Sagas                       | - Data: 27 czerwca 2008 - Wydawca: Nuclear Blast  | 30                | —                 | 99                | —                 | —                 | —                 |
| Rekreatur                   | - Data: 18 czerwca 2010 - Wydawca: Nuclear Blast  | 20                | 58                | 58                | —                 | —                 | —                 |
| Erdentempel                 | - Data: 6 czerwca 2014 - Wydawca: Nuclear Blast   | 16                | 40                | 43                | —                 | —                 | —                 |
| Armageddon                  | - Data: 12 sierpnia 2016 - Wydawca: Nuclear Blast | 5                 | 20                | 11                | 183               | 77                | 125               |
| Renegades                   | - Data: 23 sierpnia 2019 - Wydawca: Nuclear Blast |                   |                   |                   |                   |                   |                   |
| "—" album nie był notowany. |                                                   |                   |                   |                   |                   |                   |                   |

## Teledyski
| Tytuł                 | Rok  | Reżyseria       | Album       | Źródło |
| --------------------- | ---- | --------------- | ----------- | ------ |
| "Blut Im Auge"        | 2008 | Helge Stang     | Sagas       | [ 15 ] |
| "Der Ewige Sieg"      | 2010 | Florian Puchert | ReKreatur   | [ 16 ] |
| "Wirtshaus Gaudi"     | 2014 | Christian Lim   | Erdentempel | [ 17 ] |
| "Eternal Destination" | 2016 | Grupa 13        | Armageddon  | [ 18 ] |